# Helong (Timor)
Die Helong sind ein Volk auf der indonesischen Insel Semau und an der äußersten Westspitze der Insel Timor, wo sie in der Nähe von Tenau in vier Dörfern und verstreut bis in die Region Amarasi leben. Die Bevölkerung besteht aus etwa 15.000 bis 20.000 Menschen, von denen 14.000 noch die eigene Sprache Helong sprechen. Die Helong besiedelten ursprünglich die gesamte Region um die heutige Provinzhauptstadt Kupang, wurden aber von den Atoin Meto verdrängt.

## Sprache

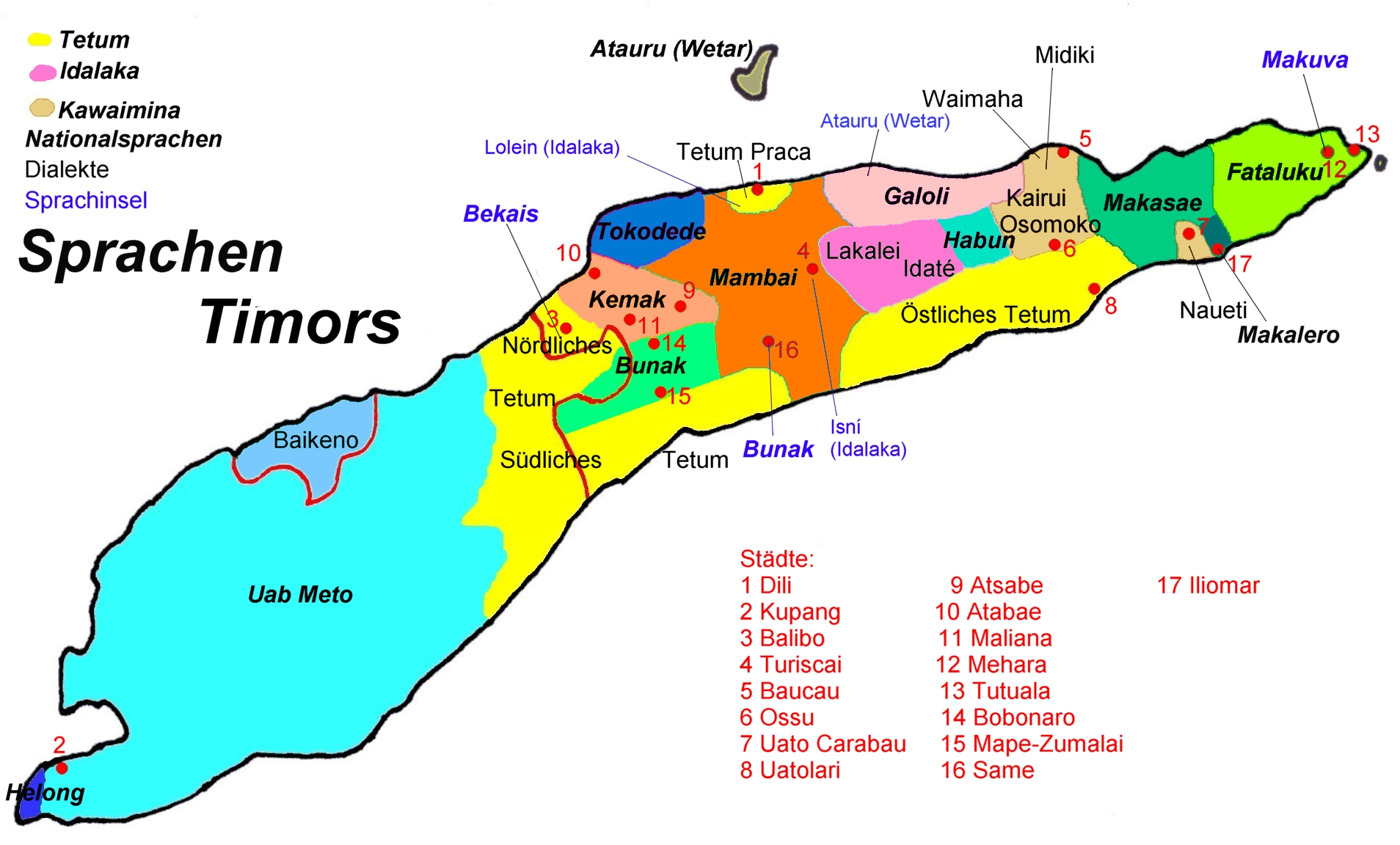
Die Sprachen Timors

Man unterscheidet als Dialekte das Insel-Helong (Helong Pulau) und auf Timor Helong Darat (Bolok) und Funai (Land-Helong).

### Sprachbeispiel
Danke - Nodan mamomamo